# Jules de Vorys
François Jules Frichon du Vignaud de Vorys, né à Thenay (Indre) le 20 novembre 1838 et mort à Chitray (Indre) le 7 janvier 1928, est un écrivain régionaliste français et berrichon. Il a touché à des genres très différents : poésie, théâtre, romans, satires, opéras, musiques berrichonnes…

## Biographie
Jules de Vorys est le fils de François Hilaire Alexis Adolphe Frichon du Vignaud de Vorys (15 août 1800 - 7 janvier 1885) et d'Henriette Fauconneau Dutertre (ou du Tertre). Son père, qui appartenait à d'une famille de Magnac-Laval, fut avocat à la cour d'appel de Limoges et eut une grande réputation de jurisconsulte et d'orateur. Il fut aussi député de la Haute-Vienne en 1848.
L'origine précise du nom Vorys est une seigneurie de Haute-Vienne, à Folles, qui arriva dans la famille Frichon. La famille du Vignau est une famille éteinte dont la dernière fille épousa un Frichon, qui a relevé le nom. D'où ce nom : Frichon du Vignaud (seigneur) de Vorys.
Son éducation commence au collège Sainte-Barbe, où il est recommandé auprès de Delamalle, le beau-frère de Ferdinand de Lesseps. Il passait ses dimanches avec les fils de Lesseps. Ses premiers poèmes datent de sa classe de troisième très certainement. Durant cette année, il envoya au journal l'Omnibus "une pièce de vers" (termes utilisés par J. de Vorys). Le lundi suivant, son professeur, M. Gelle, lut sans savoir la poésie intitulée Jeantoux, poésie reprise dans le premier livre de Vorys, Fleurs et Chardons. Ensuite, il fit du droit et soutint sa thèse en 1862.
Son éducation fut complète, autant intellectuellement que physiquement. C'était un parfait gentilhomme, et même un dandy. Monsieur Jules était un cavalier d'exception et un dresseur hors pair. Il était célèbre avec sa jument Nina. Il présenta des juments à divers prix et gagna (prix de Bourges 1864…). Il écrivait et composait aussi fréquemment.
En 1865, il effectua un voyage qui l'emmena à Alexandrie, en Égypte, en Palestine et en Syrie, en Grèce, en Sicile. Il en tira ses flâneries orientales, qui sont une étude des mœurs, coutumes et pratiques religieuses des pays traversés. Cela lui valut d'être invité par le khédive Ismaël à l'inauguration du canal de Suez, en 1869. Il y alla avec ses amis Lesseps et fut à la table de l'impératrice.
En 1870, au moment de la guerre franco-allemande, il était en Hongrie et revint précipitamment pour s'engager dans les éclaireurs à cheval. Cela lui valut d'être nommé sous-préfet au Blanc. Par ailleurs, il méprisait l'étiquette, comme il le montrera plus tard dans son livre Les Bacilles de la décadence, et avait un franc-parler et une bonne humeur inaltérable. Il fut donc très apprécié de ses administrés. Très attaché à sa région, il préférera démissionner plutôt que d'être nommé ailleurs le 16 octobre 1873. Il était alors marié, depuis le 1er août 1872 à Châteauroux, à Pauline Lataille et en eut un fils, Pierre Albert, né le 19 mai 1873. Sa fille Henriette ne naîtra qu'en 1879, le 3 février.
En 1866, il avait été nommé lieutenant de louveterie, et à partir de 1873 surtout, n'étant plus sous-préfet, il s'attaqua au problème des loups qui proliféraient dans sa région. En 1878, le Figaro le chargea d'enquêter sur un loup atteint par la rage.
Détestant les politiciens qui ne sont que politiciens, il commit l'imprudence de soutenir le baron de Villeneuve, maire de Concremiers. C'est l'époque où le pouvoir arrive aux mains des radicaux. Un nouveau préfet est nommé, un radical et "ils" vinrent à bout de Vorys, par des dénonciations calomnieuses et des récriminations. Par arrêté préfectoral, il ne fut plus officier de louveterie (le préfet de l'époque s'appelait Proud'hon).
Sa réponse parut le lendemain dans le journal du Centre: « Vous avez cru m'imposer le silence… Eh bien, vous en serez pour vos frais d'arbitraire. Je me moque de vos férules. Je ne relève ni de vous, ni de vos agents, ni de vos patrons, et je ne me tairai pas. Loin de là ! Je serai l'écho de toutes les plaintes, l'avocat de toutes les victimes… »
Néanmoins, politiquement, il peut être classé comme patriote et légitimiste, chose peu courante à son époque. Un passage des Bacilles de la décadence montre bien ce côté légitimiste, donc, pour l'époque, partisan de Don Carlos.
Son fils meurt le 19 novembre 1886, et dans la réédition de 1889 de Fleurs et Chardons, certains poèmes sont directement inspirés de cet événement.
Il réunit dans son livre Popular toutes les anecdotes liées à la politique. Ce fut une comédie politique dont tous les faits sont réels, seuls les noms ont été changés, remplacés par des pseudonymes caricaturant les traits de caractères de chacun. Le préfet Proud'hon en prit pour son grade, comme tout le monde. Le livre fut lu partout dans l'arrondissement du Blanc, et tous les grands journaux en parlèrent, de droite comme de gauche. Attaquant plutôt la gauche, il en fut détesté par celle-ci, montrant ainsi que le coup avait porté. Il y eut un autre livre dans la même veine, mais qu'il ne fit pas paraître de son vivant : Carnet d'un candidat. Il le fit volontairement paraître à titre posthume.
Il eut une grande carrière de journaliste, écrivant aussi bien dans les journaux locaux que parisiens. Il publia en 1902 Les bacilles de la décadence qui fut aussi une comédie politique basée sur des faits réels, mais au niveau français et non au niveau du Blanc. Le livre fit beaucoup parler de lui.
Une autre œuvre importante fut la réédition des Esquisses pittoresques sur le département de l'Indre en 1882 chez Aupetit à Châteauroux. L'éditeur Aupetit lui courut après un moment avant que Vorys accepte.
Il fait paraître, en 1880, Lettres de Sicile et, en 1883, Anita, seuls documents publiés sur son voyage italien.
Il attira divers peintres en Brenne, comme Évariste-Vital Luminais, ou bien encore Edouard Imer qui venait chaque année. Ce dernier commença un tableau de Jules de Vorys à cheval qu'il n'eut pas le temps de terminer.
Jusqu'à quatre-vingts ans passés, il montait à cheval, et à quatre-vingt-six ans, il prenait encore des bains dans la Creuse. Deux mois avant sa mort, il chassait encore. Il n'était pas un catholique parfait, comme beaucoup à son époque. Il eut même ce qu'Henry Bordeaux appelle le vertige du panthéisme, qu'il n'a jamais dissimulé car il a une sincérité à toute épreuve. Sentant la mort venir, il fit appeler l'abbé Darvennes, desservant de Chitray, afin de recevoir les derniers sacrements. Il supportait la souffrance d'un calme stoïque et avec la résignation chrétienne dans toute sa splendeur: il avait exigé que rien ne soit changé dans la manière de vivre de la maison, que chacun vaque à ses occupations comme si de rien n'était. Le 1er janvier 1928, le mal empira. Le 7 janvier, à 14h, il mourut entouré de sa fille et d'amis.
Pour qualifier brièvement Jules de Vorys : ce fut un grand écrivain berrichon, reconnu en son temps, un ardent patriote, qui mit la religion de côté sans jamais se séparer d'elle (ni se déclarer athée), par ses relations diverses avec les "curés du coin" et un homme qui savait mourir, comme on dit, qui appelle le prêtre dans ses derniers moments.

## Citations et extraits
- Poésie sur Cantonnet, préfet de l'Indre

On t'aime quand on te connaît
Cantonnet, quand on est honnête;
Dans nos cantons, cher Cantonnet, 
On t'aime quand on te connaît.
A Moulins, le Bourbonnais n'est
Pas consolé de ta retraite:
On t'aime quand on te connaît, 
Cantonnet, quand on est honnête.
- Poésie sur la mort de son fils (1886) in Fleurs et Chardons, réédition de 1889

Vingt novembre
Je suis vaincu par le malheur!
J'ai connu la grande douleur, 
     Celle qui brise
Tous les ressorts de l'être humain;
Et je m'éveille au lendemain
     De cette crise.
J'ai cloué mon fils au cercueil;
C'est moi qui vais mener son deuil
     Et lui survivre!
Dies irae, dies illa...
Une part de mon cœur est là...
     L'autre va survivre.
L'enfant qui descend au tombeau
N'emporte-t-il pas un lambeau
     Saingnant du père?
Ah! j'aurais tôt fait de mourir, 
S'il ne me restait à chérir
     Sa sœur, sa mère.

## Œuvres
Les titres ne sont pas par ordre chronologique, car il manque de nombreuses informations.
- Thèse pour la licence de droit (1862)
- Fleurs et chardons (1864) - À noter la réédition de 1889, à 250 exemplaires, illustrée, sur papier Hollande, en partie originale
- Flâneries orientales (1867)
- Dagobert en Brenne (1877)
- Lettres de Sicile (1880)
- Prosper Blanchemain (1880)
- Esquisses pittoresques de l'Indre (1882)
- Anita (1883)
- Popular (1890)
- Agnès Sorel, opéra lyrique en 3 actes et un ballet (1900)
- Les bacilles de la décadence (1902)
- La marivole
- Moitié de Jau, conte rustique (1959)
- L'invasion allemande, chronique mensuelle en vers (1919)
- Georgette, idylle brennouse sous le premier empire, illustrations de Fernand Maillaud (1924)
- Autour des courses de Mézières en Brenne 1845-1846 (1925)
- Carnet d'un candidat, posthume, publié par ses exécuteurs testamentaires (1928)
- La Vorys, fanfare, parole et musique de Jules de Vorys